# Eptatretus strickrotti
Eptatretus strickrotti – gatunek bezszczękowca z rodziny śluzicowatych (Myxinidae). 

## Zasięg występowania
Płn-wsch. Pacyfik. Znana tylko z wyłowionego holotypu oraz kilku prawdopodobnych obserwacji.

## Cechy morfologiczne
Osiąga 31,4 cm długości całkowitej. Nieco odmienna od innych przedstawicieli rodzaju. Ciało silnie wydłużone, o wysokości 2,9% długości całkowitej. 12 par otworów skrzelowych. 119 gruczoły śluzowe w tym 18 przedskrzelowych, 12 skrzelowych, 70 tułowiowych i 19 ogonowych. Plamek ocznych brak.
Ubarwienie ciała różowe.

## Biologia i ekologia
Występuje na głębokości 2100–2300 m (może nawet 2900 m). Jest pierwszą śluzicą znalezioną w pobliżu kominów hydrotermalnych, oraz jedną z 4 śluzic znalezionych na głębokości powyżej 2000 m.